# シティレール
シティレール（英語: CityRail）は、かつてオーストラリア・ニューサウスウェールズ州のシドニー都市圏で都市鉄道を運行していた鉄道公社である。一部の区間では路線バス事業も行っており運行は民間に委託していた。

2013年6月30日をもって運行停止となり、シドニー・トレインズが運行を引き継いだ。都市間連絡路線はNSWトレインリンクが運行している。

## 概要
シティレールは州政府が所有する会社であるレールコープの業務部門であり、通勤輸送・都市間輸送・地域輸送の鉄道事業といくつかのバス事業を受け持っていた。長距離輸送は同じレールコープのカントリーリンクが行っていた。
シティレールの路線網は1855年に建設が始まった。今日ではシドニー市を中心として北はアッパー・ハンター市 (en:Upper Hunter Shire Council) まで、南はショールヘイブン市まで運行エリアが広がっており307の駅がある。主にレールコープの線路を走行していたが、北部と南西部の一部の区間ではオーストラリア鉄道線路会社 (ARTC) の線路を走行していた。軌間は1435mmの標準軌である。シティレールと州の運輸施設開発会社 (en:Transport Infrastructure Development Corporation) は現在、複雑な運行形態を単純化するため「シティレール・クリアウェイズ・プロジェクト」に取り組んでいた。
シティレールのほとんどの区間は直流1500ボルトの架空電車線方式で電化されていたが、シドニー都市圏から離れた地域では気動車で運行されている区間もあった。シティレールの電車はすべて2階建車両で動力分散方式であった。
1日の利用者数はおよそ80万人であった。。

## 運行系統
シティレールの運行系統は、シドニー都市圏で近距離電車が運行される近郊路線 (Suburban line)、シドニー都市圏とウロンゴンやニューカッスルなどとを結ぶ中距離列車が運行される都市間路線 (Intercity line)、ニューカッスルを中心とする地方路線 (Regional line) があった。
| 種類       | 運行系統名                                  | 運行区間                                                                        | ラインカラー |
| ---------- | ------------------------------------------- | ------------------------------------------------------------------------------- | ------------ |
| 近郊路線   | イースタン・サバーブズ&イラワラ・ライン     | ボンダイ・ジャンクション駅 - セントラル駅 - ウォーターフォール駅/クロヌラ駅     | ■青色        |
| 近郊路線   | バンクスタウン・ライン                      | シティ・サークル - バンクスタウン駅 - リッカム駅/リバプール駅                   | ■橙色        |
| 近郊路線   | インナー・ウェスト・ライン                  | シティ・サークル - リッカム駅 - リバプール駅                                    | ■藤色        |
| 近郊路線   | エアポート&イースト・ヒルズ・ライン         | シティ・サークル - 国際線駅 - マッカーサー駅                                    | ■緑色        |
| 近郊路線   | サウス・ライン                              | シティ・サークル - グランビル駅 - キャンベルタウン駅                            | ■水色        |
| 近郊路線   | カンバーランド・ライン                      | ブラックタウン駅 - リバプール駅 - キャンベルタウン駅                            | ■紫色        |
| 近郊路線   | ノース・ショア・ライン                      | セントラル駅 - ホーンズビー駅 - ベローラ駅                                      | ■黄色        |
| 近郊路線   | ウェスタン・ライン                          | セントラル駅 - ブラックタウン駅 - エミュー・プレインズ駅/リッチモンド駅         | ■黄色        |
| 近郊路線   | カーリングフォード・ライン                  | クライド駅 - カーリングフォード駅                                               | ■紺色        |
| 近郊路線   | オリンピック・パーク・ライン                | リッカム駅/セントラル駅 - オリンピック・パーク駅                                | □■白色+灰色  |
| 近郊路線   | ノーザン・ライン                            | エッピング駅 - セントラル駅 - エッピング駅 - ホーンズビー駅                     | ■赤色        |
| 都市間路線 | サウス・コースト・ライン                    | セントラル駅 - ウォーターフォール駅 - ボマデリー（ナウラ）駅/ポート・ケンブラ駅 | ■灰色+青色   |
| 都市間路線 | サザン・ハイランズ・ライン                  | セントラル駅 - キャンベルタウン駅 - ゴールバーン駅                              | ■灰色+緑色   |
| 都市間路線 | ブルー・マウンテンズ・ライン                | セントラル駅 - ペンリス駅 - リスゴー駅                                          | ■灰色+黄色   |
| 都市間路線 | ニューカッスル&セントラル・コースト・ライン | セントラル駅 - ベローラ駅 - ニューカッスル駅                                    | ■灰色+赤色   |
| 地方路線   | ハンター・ライン                            | ニューカッスル駅 - メイトランド駅 - ダンゴグ駅/スコーン駅                       | ■菫色+灰色   |

### 近郊路線

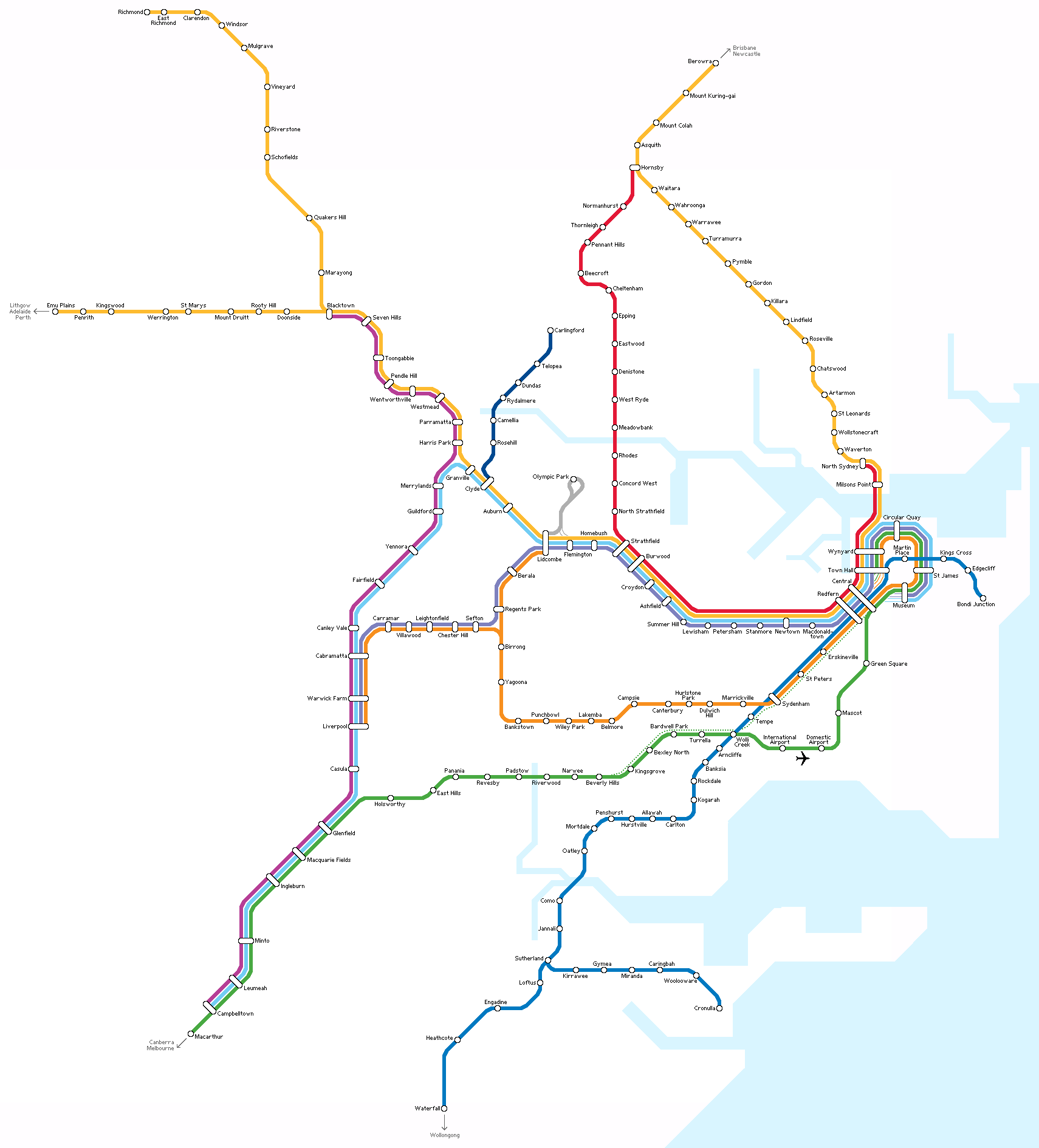
シティレール近郊路線の系統図（2006年現在）: 一部路線の区間・経路が現在と異なる。

近郊路線はシドニーから40-60km程度までのエリアで11の系統が運行されている。レールコープの線路を走行する。シドニーでは西側の路線から北側の路線に、東側の路線から南側の路線に、それぞれ直通している。この他、シドニーの都心にはシティ・サークルと呼ばれる環状線の線路があり、南西部の系統から都心にやってきた上り列車の多くはシティ・サークルを1周したあといずれかの南西部の系統に下り列車として直通運転する。

#### イースタン・サバーブズ&イラワラ・ライン
イースタン・サバーブズ&イラワラ・ライン (Eastern Suburbs & Illawarra Line) は東方のウェイバリー市 (en:Waverley Municipal Council) のボンダイ・ジャンクション駅からシドニー市のセントラル駅を経て南方のサザーランド市 (en:Sutherland Shire) のウォーターフォール駅またはクロヌラ駅に至る系統である。同市のサザーランド駅で2方向に分かれる。ボンダイ・ジャンクション駅 - セントラル駅間は約7kmで、セントラル駅 - ウォーターフォール駅間は39km、セントラル駅 - クロヌラ駅間は35kmである。ラインカラーは青色である。イースタン・サバーブズ・ラインがシドニーの東側、イラワラ・ラインがシドニーの南側を指すが、運行系統としては合わせて1つである。レッドファーン駅 - シドナム駅間の通過駅にはバンクスタウン・ラインの列車が停車する。
ウォーターフォール駅方面では一部の列車がサウス・コースト・ラインと直通する。日中の運転本数は、ウォーターフォール駅方面とクロヌラ駅方面がそれぞれ毎時約2本であり、平日は他にサザーランド駅までの区間列車も毎時約2本運転される。ボンダイ・ジャンクション駅 - サザーランド駅間では合わせて平日は毎時約6本、土曜・休日は毎時約4本となる。
駅一覧
- ボンダイ・ジャンクション駅 - エッジクリフ駅 - キングス・クロス駅 - マーティン・プレイス駅 - タウン・ホール駅 - セントラル駅 - レッドファーン駅 … シドナム駅 - テンピ駅 - ウォーライ･クリーク駅 - アーンクリフ駅 - バンクシア駅 - ロックデール駅 - コガラ駅 - カールトン駅 - Allawah - ハーストヴィール駅 - ペンズハースト駅 - モートデール駅 - オートリー駅 - Como - Jannali - サザーランド駅 (>>クロヌラ駅方面) - Loftus - エンガディン駅 - ヒースコート駅 - ウォーターフォール駅
- (ボンダイ・ジャンクション駅方面<<) サザーランド駅 - キラウィー駅 - ガイミア駅 - ミランダ駅 - カリンバ駅 - Woolooware - クロヌラ駅

#### バンクスタウン・ライン
バンクスタウン・ライン (Bankstown Line) はシドニー市のシティ・サークルから南西部のバンクスタウン市 (en:City of Bankstown) のバンクスタウン駅を経てオーバーン市 (en:Auburn Council) のリッカム駅またはリバプール市 (en:City of Liverpool (New South Wales)) のリバプール駅に至る系統である。途中のバンクスタウン市のBirrongの先で2方向に分かれる。セントラル駅 - リッカム駅間は27km、セントラル駅 - リバプール駅間は36kmである。ラインカラーは橙色である。
都心側ではシティ・サークルを経由して大半の列車が主にインナー・ウェスト・ラインと直通する。郊外側ではリッカム駅方面の列車の多くがインナー・ウェスト・ラインの都心側と直通し、リバプール駅方面の一部の列車がサウス・ラインのキャンベルタウン駅まで直通する。日中の運転本数は、リッカム駅方面とリバプール駅方面がそれぞれ毎時約2本である。シティ・サークル - Birrong 間では合わせて毎時約4本となる。
駅一覧
- (タウン・ホール駅 - ウィンヤード駅 - サーキュラー・キー駅 - セント・ジェイムス駅 - ミュージアム駅 - ) セントラル駅 - レッドファーン駅 - アースキンビル駅 - St Peters - シドナム駅 - マリックビル駅 - ダルウィッチ・ヒル駅 - Hurlstone Park - カンタベリー駅 - キャンプシー駅 - ベルモア駅 - ラケンバ駅 - ワイリー・パーク駅 - パンチボール駅 - バンクスタウン駅 - ヤグーナ駅 - Birrong (>>リバプール駅方面) - リージェンツ・パーク駅 - Berala - リッカム駅
- (シティ・サークル方面<<) Birrong - セフトン駅 - チェスター・ヒル駅 - Leightonfield - ビラウッド駅 - カラマー駅 - カブラマッタ駅 - ワーウィック・ファーム駅 - リバプール駅

#### インナー・ウェスト・ライン

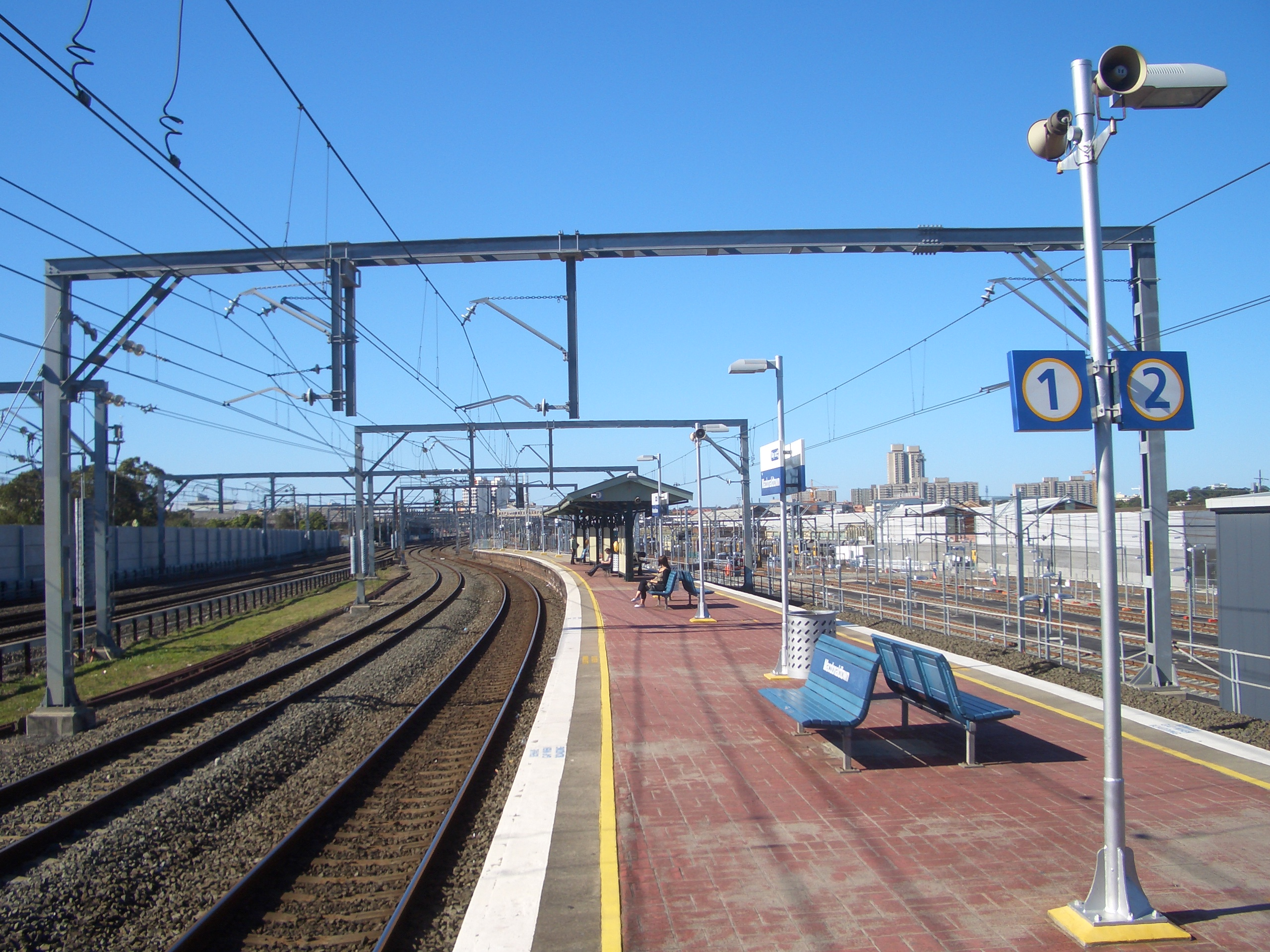
マクドナルドタウン駅: インナー・ウェスト・ラインの列車が停車する。三複線区間であり、最も南側の複線のみにホームがある。サウス・ライン、ウェスタン・ライン、ノーザン・ラインおよび都市間路線の列車は通過する。

インナー・ウェスト・ライン (Inner West Line) はシドニー市のシティ・サークルからメイン・サザン線 (en:Main Southern railway line, New South Wales) などの線路を経由して南西部のリバプール市のリバプール駅に至る系統である。セントラル駅 - リバプール駅間は32kmである。ラインカラーは藤色である。
都心側ではシティ・サークルを経由して大半の列車が主にバンクスタウン・ラインと直通する。郊外側ではリージェンツ・パーク駅の先で多くの列車がバンクスタウン・ラインの都心側と直通し、リバプール駅方面の列車は少ない。日中の運転本数は、シティ・サークル - アシュフィールド駅間は毎時約4本、アシュフィールド駅 - リージェンツ・パーク駅間はバンクスタウン・ライン直通を含めて平日が毎時2-4本で土曜・休日が毎時約2本、リージェンツ・パーク駅 - リバプール駅間は平日が毎時0-2本で土曜・休日が毎時約0本である。
駅一覧
(ミュージアム駅 - セント・ジェイムス駅 - サーキュラー・キー駅 - ウィンヤード駅 - タウン・ホール駅 - ) セントラル駅 - レッドファーン駅 - マクドナルドタウン駅 - ニュータウン駅 - スタンモア駅 - ピーターシャム駅 - ルイシャム駅 - サマー・ヒル駅 - アシュフィールド駅 - クロイドン駅 - バーウッド駅 - ストラスフィールド駅 - ホームブッシュ駅 - フレミントン駅 - リッカム駅 - Berala - リージェンツ・パーク駅 (>>バンクスタウン駅方面) - セフトン駅 - チェスター・ヒル駅 - Leightonfield - ビラウッド駅 - カラマー駅 - カブラマッタ駅 - ワーウィック・ファーム駅 - リバプール駅

#### エアポート&イースト・ヒルズ・ライン
エアポート&イースト・ヒルズ・ライン (Airport & East Hills Line) はシドニー市のシティ・サークルからシドニー国際空港を経て南西部のキャンベルタウン市 (en:City of Campbelltown (New South Wales)) のマッカーサー駅に至る系統である。セントラル駅 - マッカーサー駅間は50kmである。ラインカラーは緑色である。エアポート・ラインがウォーライ･クリーク駅以東、イースト・ヒルズ・ラインがウォーライ･クリーク駅以西を指すが、運行系統としては合わせて1つである。
都心側ではシティ・サークルを経由して多くの列車が主にサウス・ラインと直通する。ピーク時に一部の列車はセントラル駅 - ウォーライ･クリーク駅間でエアポート・ラインではなくイラワラ・ラインを経由する。日中の運転本数は、シティ・サークル - リベスビー駅間は平日が毎時約6本で土曜・休日が毎時約4本、リベスビー駅 - マッカーサー駅間は毎時約2本である。
エアポート・ラインの中間駅であるグリーン・スクエアー駅、マスコット駅、国内線駅、国際線駅は私鉄のエアポート・リンクが運営している。これらの駅を利用する際には駅使用料が必要である。
駅一覧
(タウン・ホール駅 - ウィンヤード駅 - サーキュラー・キー駅 - セント・ジェームス駅 - ミュージアム駅 - ) セントラル駅 - グリーン・スクエアー駅 - マスコット駅 - 国内線駅 - 国際線駅 - ウォーライ･クリーク駅 - Turrella - Bardwell Park - ベクスリー・ノース駅 - キングスグローブ駅 - ビバリー・ヒルズ駅 - ナーウィー駅 - リバーウッド駅 - Padstow - リベスビー駅 - パナニア駅 - イースト・ヒルズ駅 - Holsworthy - グレンフィールド駅 - マッコーリー・フィールズ駅 - イングルバーン駅 - Minto - Leumeah - キャンベルタウン駅 - マッカーサー駅

#### サウス・ライン
サウス・ライン (South Line) はシドニー市のシティ・サークルからメイン・サザン線（旧線経由）などの線路を経由して南西部のキャンベルタウン市のキャンベルタウン駅に至る系統である。セントラル駅 - キャンベルタウン駅間は55kmである。ラインカラーは水色である。レッドファーン駅 - アシュフィールド駅間の通過駅にはインナー・ウェスト・ラインの列車が停車し、オーバーン駅 - グランビル駅間の通過駅にはウェスタン・ラインの列車が停車する。
都心側ではシティ・サークルを経由して大半の列車が主にエアポート&イースト・ヒルズ・ラインと直通する。日中の運転本数は平日が毎時2-4本で土曜・休日が毎時約2本である。
駅一覧
(ミュージアム駅 - セント・ジェームス駅 - サーキュラー・キー駅 - ウィンヤード駅 - タウン・ホール駅 - ) セントラル駅 - レッドファーン駅 … ニュータウン駅 … アシュフィールド駅 - クロイドン駅 - バーウッド駅 - ストラスフィールド駅 - ホームブッシュ駅 - フレミントン駅 - リッカム駅 - オーバーン駅 … グランビル駅 - メリーランズ駅 - ギルドフォード駅 - イェノーラ駅 - フェアフィールド駅 - カンリー・ベール駅 - カブラマッタ駅 - ワーウィック・ファーム駅 - リバプール駅 - カスーラ駅 - グレンフィールド駅 - マッコーリー・フィールズ駅 - イングルバーン駅 - Minto - Leumeah - キャンベルタウン駅

#### カンバーランド・ライン
カンバーランド・ライン (Cumberland Line) は西方のブラックタウン市 (en:City of Blacktown) のブラックタウン駅からメイン・ウェスタン線 (en:Main Western railway line, New South Wales) やメイン・サザン線（旧線経由）などの線路を経由して南西部のキャンベルタウン市のキャンベルタウン駅に至る47kmの系統である。ラインカラーは紫色である。ブラックタウン駅 - ハリス・パーク駅間はウェスタン・ラインと重複し、メリーランズ駅 - キャンベルタウン駅間はサウス・ラインと重複する。
北側では北行の1本がウェスタン・ラインのクエーカーズ・ヒル駅まで直通する。運転本数は北行が平日朝に2本と南行が平日夕方に3本の合計5本のみで、土曜・休日は運休である。
駅一覧
ブラックタウン駅 -（この間はウェスタン・ラインと同じ）- ハリス・パーク駅 - メリーランズ駅 -（この間はサウス・ラインと同じ）- キャンベルタウン駅

#### ノース・ショア・ライン
ノース・ショア・ライン (North Shore Line) はシドニー市のセントラル駅から北方のホーンズビー市 (en:Hornsby Shire) のホーンズビー駅を経たあとメイン・ノース線 (en:Main North railway line, New South Wales) の線路を経由して同市のベローラ駅に至る約36kmの系統である。ラインカラーは黄色である。
都心側では大半の列車がウェスタン・ラインと直通する。郊外側ではピーク時に一部の列車がニューカッスル&セントラル・コースト・ラインのワイオン駅まで直通する。日中の運転本数は、セントラル駅 - ホーンズビー駅間が毎時約4本、ホーンズビー駅 - ベローラ駅間が毎時約2本である。
駅一覧
セントラル駅 - タウン・ホール駅 - ウィンヤード駅 - ミルソンズ・ポイント駅 - ノースシドニー駅 - ウェイバートン駅 - ウールストンクラフト駅 - セント・レナーズ駅 - アーターモン駅 - チャッツウッド駅 - ローズビル駅 - リンドフィールド駅 - キララ駅 - ゴードン駅 - ピンブル駅 - タラマラ駅 - Warrawee - ワルーンガ駅 - ワイタラ駅 - ホーンズビー駅 - Asquith - Mount Colah - マウント・クーリンガイ駅 - ベローラ駅

#### ウェスタン・ライン
ウェスタン・ライン (Western Line) はシドニー市のセントラル駅からメイン・ウェスタン線などの線路を経由して西方のペンリス市 (en:City of Penrith) のエミュー・プレインズ駅またはホークスベリー市 (en:City of Hawkesbury) のリッチモンド駅に至る系統である。途中のブラックタウン市のブラックタウン駅で2方向に分かれる。セントラル駅 - エミュー・プレインズ駅間は57km、セントラル駅 - リッチモンド駅間は61kmである。ラインカラーは黄色である。レッドファーン駅 - リッカム駅間の通過駅にはインナー・ウェスト・ラインまたはサウス・ラインの列車が停車する。
都心側では大半の列車がノース・ショア・ラインと直通する。郊外側では平日にエミュー・プレインズ駅方面の一部の列車がブルー・マウンテンズ・ラインのスプリングウッド駅まで直通する。日中の運転本数は、エミュー・プレインズ駅方面とリッチモンド駅方面がそれぞれ毎時約2本である。セントラル駅 - ブラックタウン駅間では合わせて毎時約4本となる。ただし土曜・休日はペンリス駅 - エミュー・プレインズ駅間は上り1本しか運転されない。
駅一覧
- セントラル駅 - レッドファーン駅 … バーウッド駅 - ストラスフィールド駅 … リッカム駅 - オーバーン駅 - クライド駅 - グランビル駅 - ハリス・パーク駅 - パラマッタ駅 - ウエストミード駅 - ウェントワースビル駅 - ペンデル・ヒル駅 - トゥーンガビー駅 - セブン・ヒルズ駅 - ブラックタウン駅 (>>リッチモンド駅方面) - ドゥーンサイド駅 - Rooty Hill - マウント・ドルイット駅 - セント・メアリーズ駅 - Werrington - キングスウッド駅 - ペンリス駅 - エミュー・プレインズ駅
- (セントラル駅方面<<) ブラックタウン駅 - Marayong - クエーカーズ・ヒル駅 - Schofields - リバーストーン駅 - Vineyard - Mulgrave - ウィンザー駅 - クラレンドン駅 - イースト・リッチモンド駅 - リッチモンド駅

#### カーリングフォード・ライン

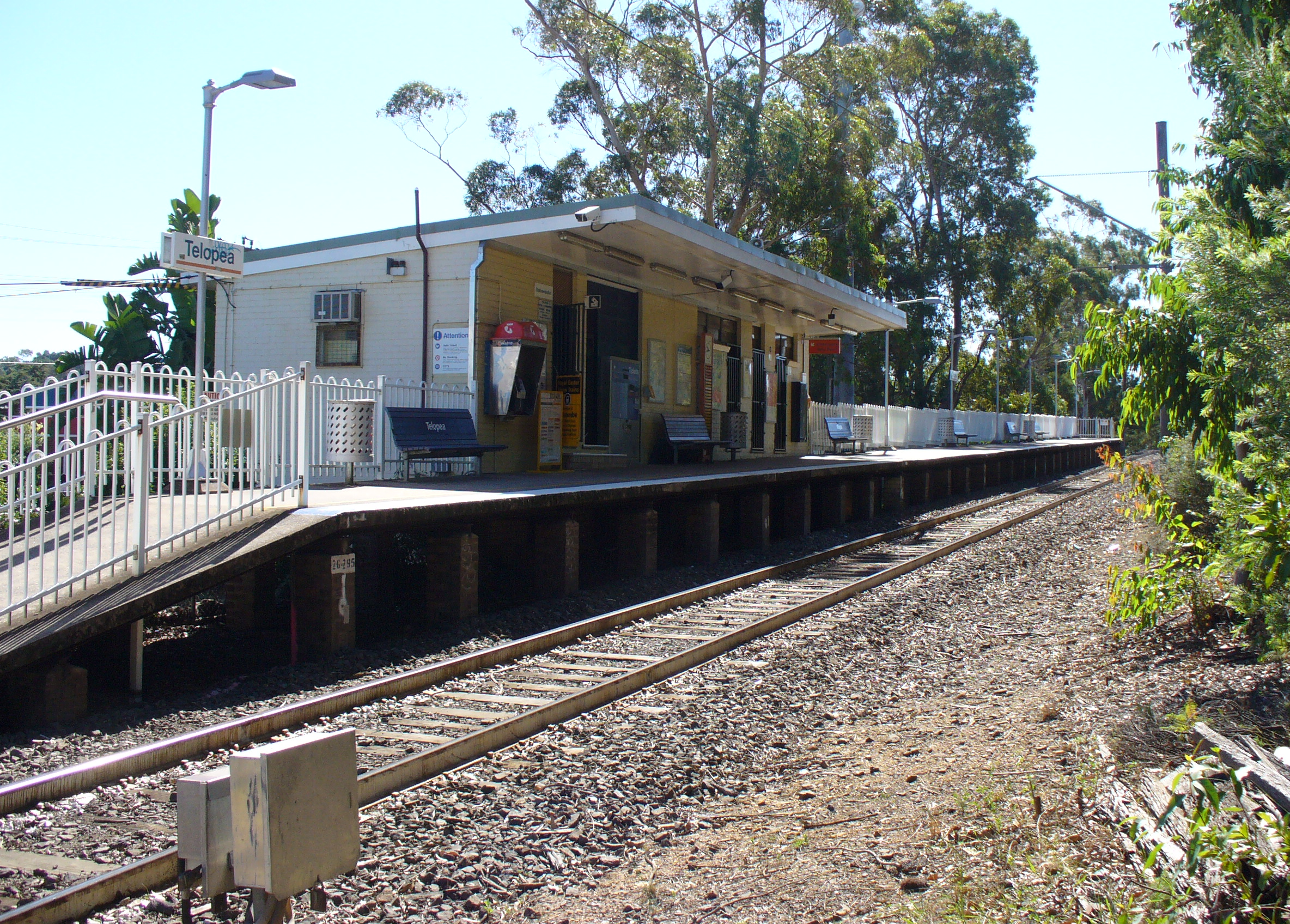
テロペア駅: カーリングフォード・ラインの列車が停車する。1面1線の駅である。

カーリングフォード・ライン (Carlingford Line) は西方のパラマタ市 (en:City of Parramatta) のクライド駅から同市のカーリングフォード駅に至る7kmの系統である。ラインカラーは紺色である。クライド駅ではウェスタン・ラインと接続する。
一部の列車はクライド駅でウェスタン・ラインと直通する。日中の運転本数は毎時約1本である。
駅一覧
クライド駅 - ローズヒル駅 - カメリア駅 - ライダルメア駅 - ダンダス駅 - テロペア駅 - カーリングフォード駅

#### オリンピック・パーク・ライン
オリンピック・パーク・ライン (Olympic Park Line) はオーバーン市のリッカム駅から同市のシドニー・オリンピック公園のオリンピック・パーク駅に至る約3kmとシドニー市のセントラル駅からオリンピック・パーク駅に至る17kmの系統である。ラインカラーは線路が灰色枠の白色、駅が灰色である。
セントラル駅では近郊路線用のホームではなく都市間路線用の頭端式ホームに発着する。日中の運転本数は、リッカム駅 - オリンピック・パーク駅間は平日が毎時約3本で土曜・休日が毎時約6本、セントラル駅 - オリンピック・パーク駅間は平日が1日4.5往復で土曜・休日が1日1往復である。
駅一覧
- リッカム駅 - オリンピック・パーク駅
- セントラル駅 … ストラスフィールド駅 … オリンピック・パーク駅

#### ノーザン・ライン
ノーザン・ライン (Northern Line) はパラマタ市とホーンズビー市の境界にあるエッピング駅からメイン・ノース線などの線路を経由してシドニー市のセントラル駅やウィロビー市 (en:City of Willoughby) のチャッツウッド駅を経たあと再びエッピング駅を経てホーンズビー市のホーンズビー駅に至る約59kmの系統である。ラインカラーは赤色である。ホーンズビー駅ではノース・ショア・ラインと接続する。バーウッド駅 - レッドファーン駅間の通過駅にはインナー・ウェスト・ラインまたはサウス・ラインの列車が停車する。
日中の運転本数は、エッピング駅 - セントラル駅 - チャッツウッド駅間は平日が毎時2-4本で土曜・休日が毎時約2本、チャッツウッド駅 - エッピング駅 - ホーンズビー駅間は毎時約4本である。
駅一覧
エッピング駅 - イーストウッド駅 - デニストーン駅 - ウェスト・ライド駅 - メドーバンク駅 - Rhodes - コンコード・ウェスト駅 - ノース・ストラスフィールド駅 - ストラスフィールド駅 - バーウッド駅 … レッドファーン駅 - セントラル駅 - タウン・ホール駅 - ウィンヤード駅 - ミルソンズ・ポイント駅 - ノースシドニー駅 - ウェイバートン駅 - ウールストンクラフト駅 - セント・レナーズ駅 - アーターモン駅 - チャッツウッド駅 - ノース・ライド駅 - マッコーリー・パーク駅 - マッコーリー大学駅 - エッピング駅 - チェルトナム駅 - ビークロフト駅 - ペナント・ヒルズ駅 - ソーンリー駅 - ノーマンハースト駅 - ホーンズビー駅
ノーザン・ラインは2009年10月11日のダイヤ改正で運行区間・経路が変更された。それ以前のノーザン・ラインは、ノースシドニー駅からセントラル駅・ストラスフィールド駅・エッピング駅を経てホーンズビー駅に至る約39kmの系統であった。チャッツウッド駅 - エッピング駅間は2009年2月23日に開業し、開業日から同年10月10日までは線内のみの折返し運転を行い、ラインカラーは黒色であった。

### 都市間路線

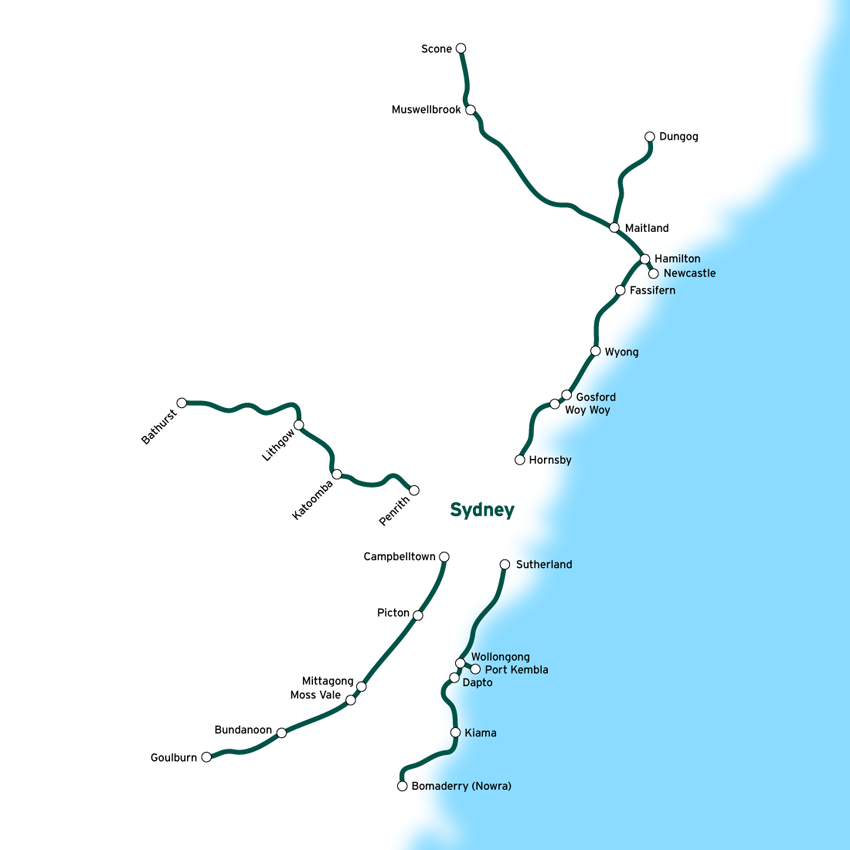
シティレール都市間路線と地方路線の路線図

都市間路線はシドニーから150-200km程度までのエリアで4つの系統が運行されている。主にレールコープの線路を走行するが、サザン・ハイランズ・ラインはARTCの線路も走行する。セントラル駅では頭端式ホームに発着する。近郊路線と重複する区間では主要駅のみに停車する。

#### サウス・コースト・ライン
サウス・コースト・ライン (South Coast Line) はシドニー市のセントラル駅から南方のショールヘイブン市のボマデリー（ナウラ）駅に至る153kmと途中のウロンゴン市 (en:City of Wollongong) のコニストン駅で南に分岐して同市のポート・ケンブラ駅に至る6kmの系統である。ラインカラーは線路が灰色、駅が青色である。セントラル駅 - ウォーターフォール駅間ではイースタン・サバーブズ&イラワラ・ラインなどの近郊路線も運行されている。
シドニー側では一部の列車はイースタン・サバーブズ&イラワラ・ラインと直通しボンダイ・ジャンクション駅まで運転される。日中の運転本数は、セントラル駅 - カイアマ駅間が毎時約1本、カイアマ駅 - ボマデリー（ナウラ）駅間が1-2時間に1本であり、この他にポート・ケンブラ駅への支線に直通する列車が平日は Thirroul - コニストン駅 - ポート・ケンブラ駅間で、土曜・休日はウロンゴン駅 - コニストン駅 - ポート・ケンブラ駅間で、毎時約1本運転される。
駅一覧
- セントラル駅 - レッドファーン駅 … ウォーライ･クリーク駅 … ハーストヴィール駅 … サザーランド駅 … ウォーターフォール駅 - Helensburgh - オトフォード駅 - スタンウェル・パーク駅 - コールクリフ駅 - スカボロー駅 - Wombarra - Coledale - Austinmer - Thirroul - Bulli - Woonona - Bellambi - コリマル駅 - Towradgi - Fairy Meadow - ノース・ウロンゴン駅 - ウロンゴン駅 - コニストン駅 (>>ポート・ケンブラ駅方面) - ウナンデラ駅 - ケンブラ・グランジ競馬場駅 - ダプト駅 - アルビオン・パーク駅 - Oak Flats - ダンモア（シェルハーバー）駅 - ミナムラ駅 - Bombo - カイアマ駅 - ジェリンゴン駅 - ベリー駅 - ボマデリー（ナウラ）駅
- (ウロンゴン駅方面<<) コニストン駅 - Lysaghts - Cringila - ポート・ケンブラ・ノース駅 - ポート・ケンブラ駅

#### サザン・ハイランズ・ライン
サザン・ハイランズ・ライン (Southern Highlands Line) はシドニー市のセントラル駅からメイン・サザン線などの線路を経由して南西部のゴールバーン・マルワリー市 (en:Goulburn Mulwaree Council) のゴールバーン駅に至る219kmの系統である。マッカーサー駅より南側はARTCの線路を走行する。ラインカラーは線路が灰色、駅が緑色である。セントラル駅 - マッカーサー駅間ではエアポート&イースト・ヒルズ・ラインなどの近郊路線も運行されている。
シドニー側は大半の列車がキャンベルタウン駅を始終着としシドニー方面は近郊路線と乗り換えとなる。運転本数は、セントラル駅 - キャンベルタウン駅間は1日2往復、キャンベルタウン駅 - モス・ベール駅間は1-2時間に1本、モス・ベール駅 - ゴールバーン駅間は平日が1日3.5往復で土曜・休日が1日2往復である。モス・ベール駅 - ゴールバーン駅間は朝夜のみの運転で、昼は代わりにバスが運転される。
駅一覧
セントラル駅 … グレンフィールド駅 … キャンベルタウン駅 - マッカーサー駅 - メナングル・パーク駅 - メナングル駅 - ダグラス・パーク駅 - ピクトン駅 - Tahmoor - Bargo - Yerrinbool - ミッタゴン駅 - ボーラル駅 - Burradoo - モス・ベール駅 - エクセター駅 - バンダヌーン駅 - Penrose - Wingello - Tallong - Marulan - ゴールバーン駅
ゴールバーン駅の先にもメイン・サザン線の線路は続いているがシティレールの定期列車は運行されていない。

#### ブルー・マウンテンズ・ライン

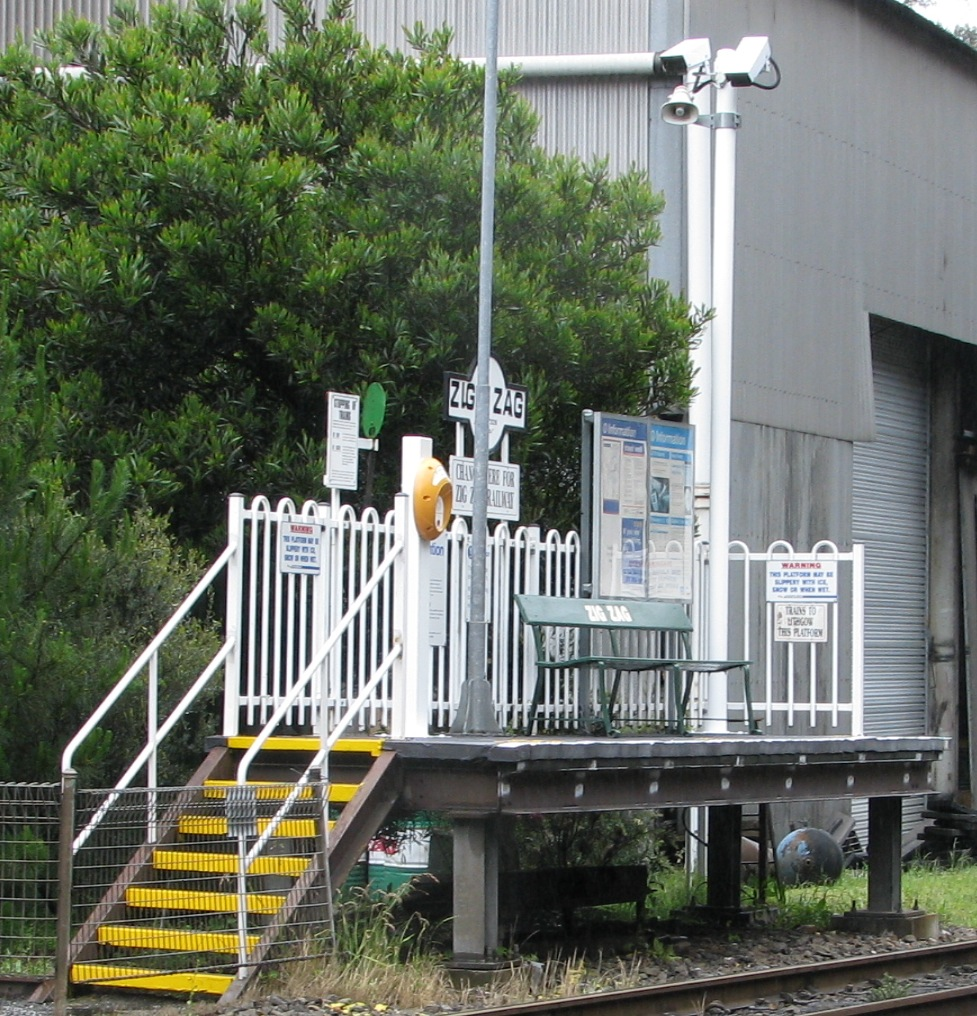
ジグ・ザグ駅: ブルー・マウンテンズ・ラインの列車が停車する。保存鉄道のジグ・ザグ鉄道との接続駅である。

ブルー・マウンテンズ・ライン (Blue Mountains Line) はシドニー市のセントラル駅からメイン・ウェスタン線などの線路を経由して西方のバサースト市 (en:Bathurst, New South Wales) のバサースト駅に至る約240kmの系統である。ラインカラーは線路が灰色、駅が黄色である。セントラル駅 - エミュー・プレインズ駅間ではウェスタン・ラインなどの近郊路線も運行されている。
シドニー側では一部の列車はウェスタン・ラインやその先のノース・ショア・ラインと直通する。日中の運転本数は、平日のセントラル駅 - カトゥーンバ駅間と土曜・休日のセントラル駅 - マウント・ビクトリア駅間が毎時約1本、それよりリスゴー駅側の区間が約2時間に1本、バサースト駅までは1日に2本である。
駅一覧
セントラル駅 - レッドファーン駅 … ストラスフィールド駅 … リッカム駅 … グランビル駅 … パラマッタ駅 - ウエストミード駅 … ブラックタウン駅 … ペンリス駅 - エミュー・プレインズ駅 - ラップストーン駅 - グレンブルック駅 - ブラックスランド駅 - Warrimoo - Valley Heights - スプリングウッド駅 - ファルコンブリッジ駅 - Linden - ウッドフォード駅 - Hazelbrook - ローソン駅 - Bullaburra - ウェントワース・フォールズ駅 - ルーラ駅 - カトゥーンバ駅 - メドロー・バス駅 - ブラックヒース駅 - マウント・ビクトリア駅 - ベル駅 - ジグ・ザグ駅 - リスゴー駅 - バサースト駅
リスゴー～バサースト間は2012年10月21日にシティレールの定期列車の運行が延長された。同区間は非電化区間である。バサースト駅の先にもメイン・ウェスタン線の線路は続いているがシティレールの定期列車は運行されていない。

#### ニューカッスル&セントラル・コースト・ライン
ニューカッスル&セントラル・コースト・ライン (Newcastle & Central Coast Line) はシドニー市のセントラル駅からメイン・ノース線などの線路を経由して北方のニューカッスル市 (en:City of Newcastle) のニューカッスル駅に至る168kmの系統である。ラインカラーは線路が灰色、駅が赤色である。セントラル駅 - ベローラ駅間ではノーザン・ラインなどの近郊路線も運行されており、ハミルトン駅 - ニューカッスル駅間では地方路線のハンター・ラインも運行されている。
日中の運転本数は、セントラル駅 - ワイオン駅間と平日のMorisset - ニューカッスル駅間が毎時約2本、それ以外が毎時約1本である。
駅一覧
セントラル駅 - レッドファーン駅 … ストラスフィールド駅 … ウェスト・ライド駅 … イーストウッド駅 - エッピング駅 … ホーンズビー駅 … ベローラ駅 - Cowan - ホークスベリー・リバー駅 - Wondabyne - ウォイ・ウォイ駅 - Koolewong - Tascott - Point Clare - ゴスフォード駅 - Narara - Niagara Park - Lisarow - Ourimbah - タゲラ駅 - ワイオン駅 - ワーナーベール駅 - Wyee - Morisset - Dora Creek - Awaba - Fassifern - Booragul - テラルバ駅 - Cockle Creek - カーディフ駅 - コタラ駅 - アダムスタウン駅 - ブロードメドー駅 - ハミルトン駅 - Wickham - Civic - ニューカッスル駅

### 地方路線

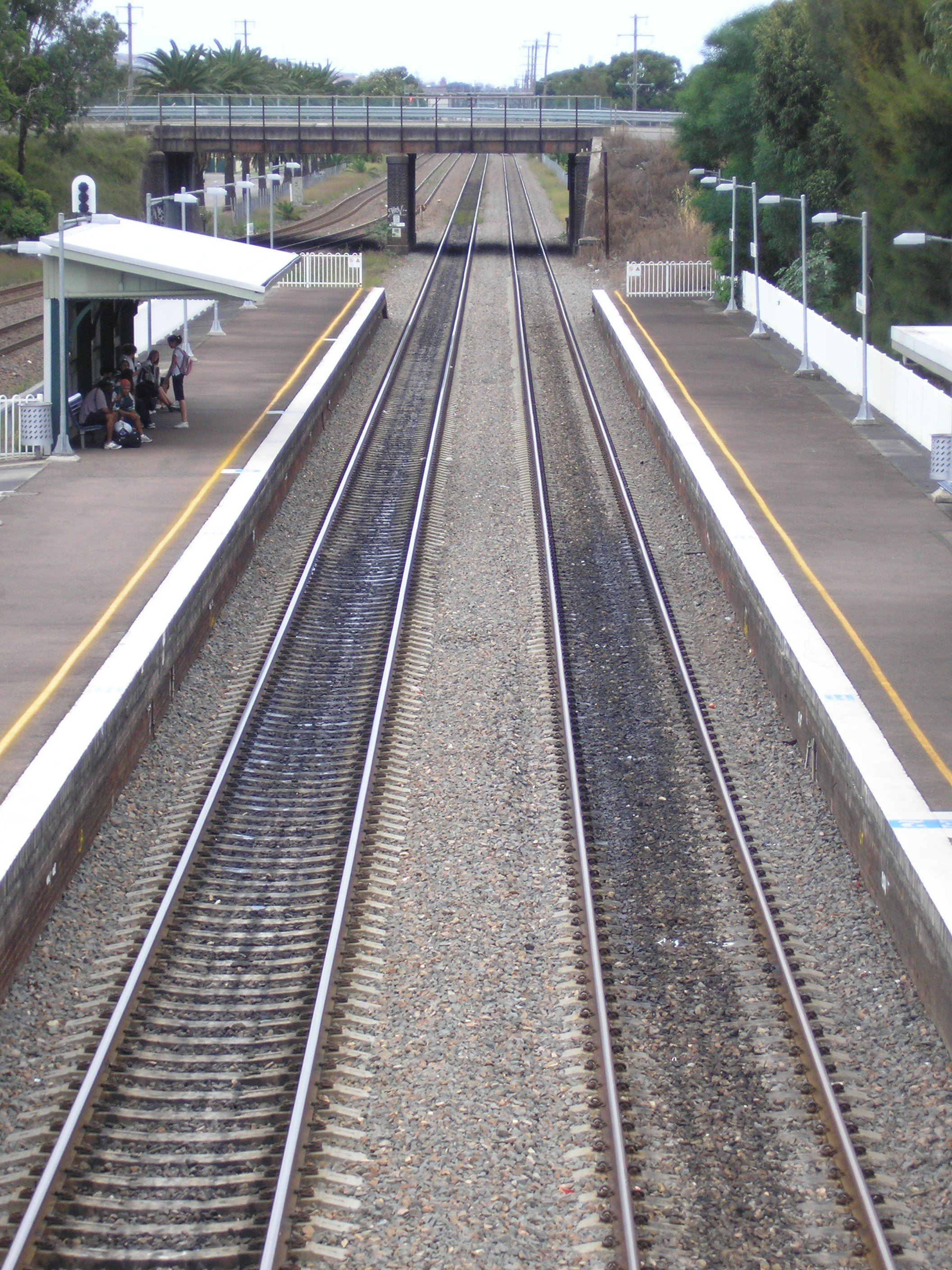
ワラタ駅: ハンター・ラインの列車が停車する。貨物線と旅客線の複々線区間である。

地方路線はニューカッスルを中心とするハンター・バレーで1つの系統が運行されている。

#### ハンター・ライン
ハンター・ライン (Hunter Line) はニューカッスル市のニューカッスル駅からメイン・ノース線やノース・コースト線などの線路を経由してダンゴグ市 (en:Dungog Shire) のダンゴグ駅またはアッパー・ハンター市のスコーン駅に至る系統である。途中のメイトランド市 (en:City of Maitland) のメイトランド駅で2方向に分かれる。ニューカッスル駅 - ダンゴグ駅間は85km、ニューカッスル駅 - スコーン駅間は155kmである。ニューカッスル&セントラル・コースト・ラインとの分岐点であるイズリントン・ジャンクションより西側はARTCの線路を走行する。ラインカラーは線路が菫色、駅が灰色である。
運転本数は、ニューカッスル駅 - Telarah 間は平日日中が毎時約2本で土曜・休日が毎時約1本、Telarah - ダンゴグ駅間は平日が1日5往復で土曜が1日3往復で休日が1日2往復、メイトランド駅 - スコーン駅間は平日が1日3-4往復で土曜・休日が1日2往復である。
駅一覧
- ニューカッスル駅 - Civic - Wickham - ハミルトン駅 - ワラタ駅 - Warabrook (University) - サンドゲート駅 - Hexham - Tarro - Beresfield - Thornton - Metford - Victoria Street - イースト・メイトランド駅 - High Street - メイトランド駅 (>>スコーン駅方面) - Telarah - Mindaribba - Paterson - Martins Creek - Hilldale - Wallarobba - Wirragulla - ダンゴグ駅
- (ニューカッスル駅方面<<) メイトランド駅 - Lochinvar - Greta - Branxton - シングルトン駅 - マスウェルブルック駅 - アバディーン駅 - スコーン駅

ダンゴグ駅の先やスコーン駅の先にもノース・コースト線やメイン・ノース線の線路は続いているがシティレールの定期列車は運行されていない。

### 代替バス
シティレールは旅客列車が運転されていない時間帯や区間で鉄道路線に並行する代替バスを営業している。バスの運行は民間に委託している。
| 運行区間                                                              | ラインカラー |
| --------------------------------------------------------------------- | ------------ |
| ウロンゴン駅 - アルビオン・パーク駅 - モス・ベール駅 - バンダヌーン駅 | ■緑色        |
| ピクトン駅 - サールメア - ミッタゴン駅 - ボーラル駅                   | ■緑色        |
| モス・ベール駅 - バンダヌーン駅 - ゴールバーン駅                      |              |
| リスゴー駅 - Yetholme - バサースト駅                                  | ■黄色        |
| Fassifern - トロント                                                  | ■赤色        |

#### 南部
ウロンゴン駅 - バンダヌーン駅間の84kmの区間では、サウス・コースト・ラインのウナンデラ駅とサザン・ハイランズ・ラインのモス・ベール駅を結ぶ鉄道路線に並行してバスが運行されている。乗車には予約が必要である。ウナンデラ駅 - モス・ベール駅間の鉄道では貨物列車が運行されているが、定期旅客列車は保存鉄道を除き廃止された。線路はウナンデラ駅で西に分岐して山間部に入るが、バスは市街地をアルビオン・パーク駅まで南下したのちに西に向かう。ウロンゴン駅 - モス・ベール駅間では1日3.5往復が運転され、うち1往復のみがボーラル駅を経由しモス・ベール駅より先のバンダヌーン駅発着で運転される。カントリーリンクの時刻表にも同時刻のバスが掲載されている。
ピクトン駅 - ボーラル駅間の46kmの区間では、サザン・ハイランズ・ラインが走行するメイン・サザン線の廃止された旧線に並行してバスが運行されている。ピクトン駅 - ミッタゴン駅間の鉄道は当初はサールメア駅経由であったが勾配緩和のために東寄りを通る別線が建設され、のちにサールメア駅経由の線路は両端の一部の区間を除いて廃止された。残存している区間でも保存鉄道を除き定期旅客列車はない。平日に1日6往復が運転されるが、Colo Vale - ボーラル駅間はさらに本数が少ない。土曜・休日は運休である。
モス・ベール駅 - ゴールバーン駅間の79kmの区間では、サザン・ハイランズ・ラインに並行してバスが運行されている。旅客列車が運転されない時間帯にバスが運転される。1日1往復が日中に運転され、さらに土曜・休日には昼から夕方にかけてモス・ベール駅 - バンダヌーン駅間の区間運転の3往復が運転される。
停留所一覧
- ウロンゴン駅 - ダプト駅 - アルビオン・パーク駅 - ロバートソン - ブラワン - ボーラル駅 - モス・ベール駅 - エクセター駅 - バンダヌーン駅
- ピクトン駅 - サールメア - Couridjah - バクストン - Balmoral - ヒル・トップ - Colo Vale - ミッタゴン駅 - ボーラル駅
- モス・ベール駅 -（この間はサザン・ハイランズ・ラインと同じ）- ゴールバーン駅

#### 西部
リスゴー駅 - バサースト駅間の75kmの区間では、メイン・ウェスタン線に並行してバスが運行されている。乗車には予約が必要である。この区間の鉄道は長距離旅客列車が運転されているが、ローカル列車は無い。Mount Lambie - Yetholme 間は経路が鉄道路線とあまり一致していない。運転本数は、平日が1日6往復、土曜が1日2往復、休日が1日3往復である。約半数の便は途中無停車またはYetholmeのみの停車である。カントリーリンクの時刻表にも同時刻のバスが掲載されている。
停留所一覧
リスゴー駅 - ワレラワング - Mount Lambie - Meadow Flat - Yetholme - Raglan - Kelso - バサースト駅

#### 北部

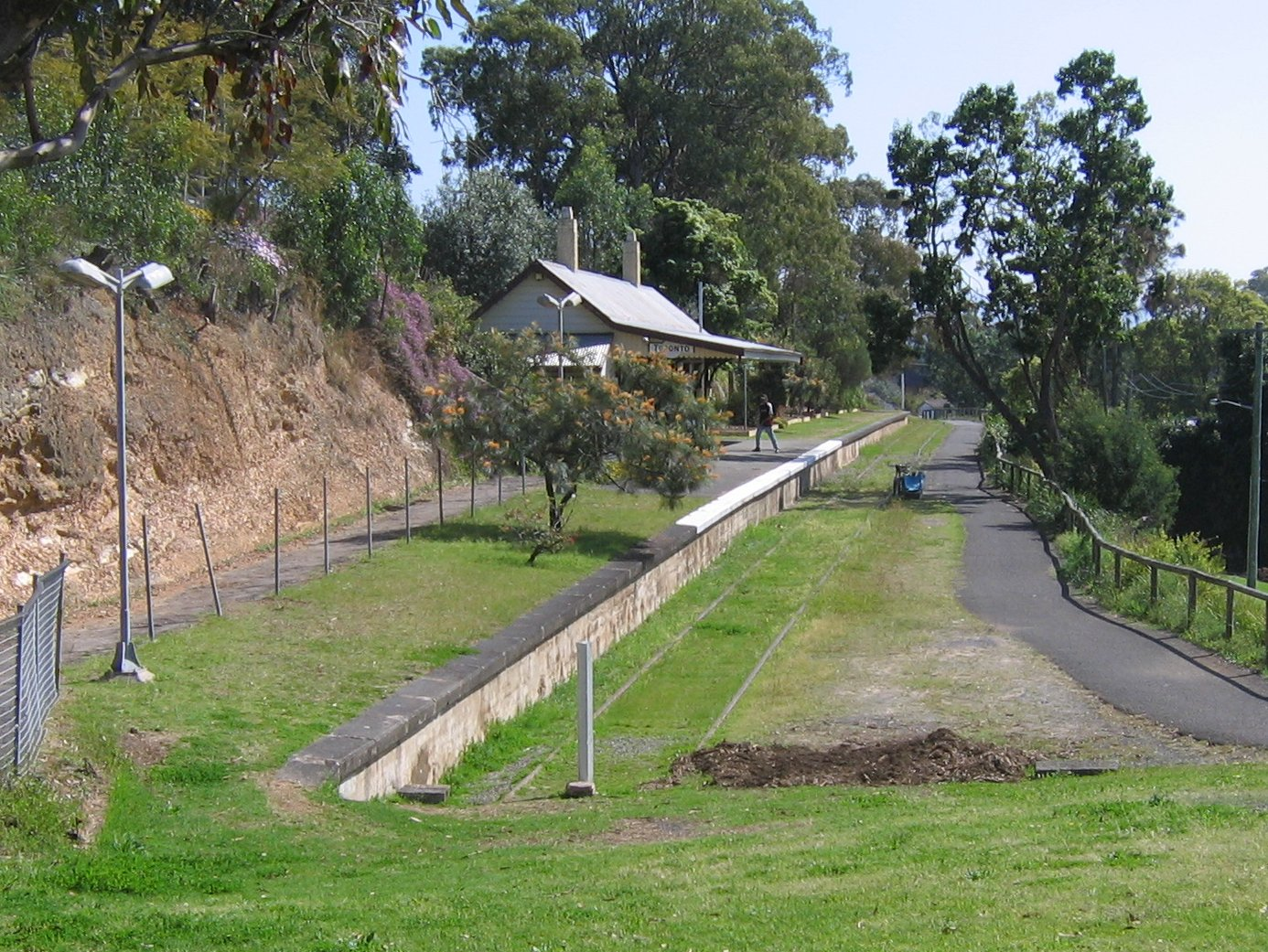
トロント駅跡

Fassifern - トロント間の4kmの区間では、廃止された鉄道路線に並行してバスが運行されている。かつてはFassifernでニューカッスル&セントラル・コースト・ラインと接続し海辺のトロント駅に至る鉄道が運行されていたが、廃線となった。日中の運転本数は毎時約2本である。
停留所一覧
Fassifern - Blackalls Park - トロント

### ナイトライド
ナイトライド (NightRide) は保守作業のために列車が運行されない深夜に旅客輸送を行うために午前0時から午前5時までの間に運行される深夜バスである。1989年に設立された。主にシティレールの近郊路線の運行エリアで基本的に1時間ごとに運転される（週末には増発される路線もある）。ナイトライドは民間のバス事業者が運行しており、系統番号の頭に「N」をつけて区別している。シティレールに有効な乗車券は片道乗車券を除きナイトライドでも使用できる。バス停と駅は完全には一致しないが、多くは隣接している。

## 乗車券
1992年から採用されている自動改札方式は、磁気ストライプカードの技術を使用しており、州営のバスや船と共通化されている。
オーストラリアの他の都市の運賃体系と異なり、シティレールの運賃は原則として乗車区間の営業キロに基づいて計算する。35kmまでは5kmきざみ、その後は135kmまで10kmきざみ、その後は255kmまで20kmきざみ、その後は305km以下とそれより長距離に区別される。ただし2009年現在、175kmを超えるキロ地帯の普通運賃はすべて同額となっている。5km以下の最も安い大人普通片道運賃は3豪ドル20セント、最も遠いスコーン駅からゴールバーン駅までの513.54kmは22豪ドルである。私鉄のエアポート・リンクが営業している国際線駅、国内線駅、マスコット駅、グリーン・スクエアー駅で乗下車する場合は運賃に駅使用料が加算される。
鉄道と代替バスは区別なく同一の運賃体系が適用される。ナイトライドでは片道以外のシティーレールの乗車券が使用できるが、片道運賃はシティレールとは異なる。

## 歴史

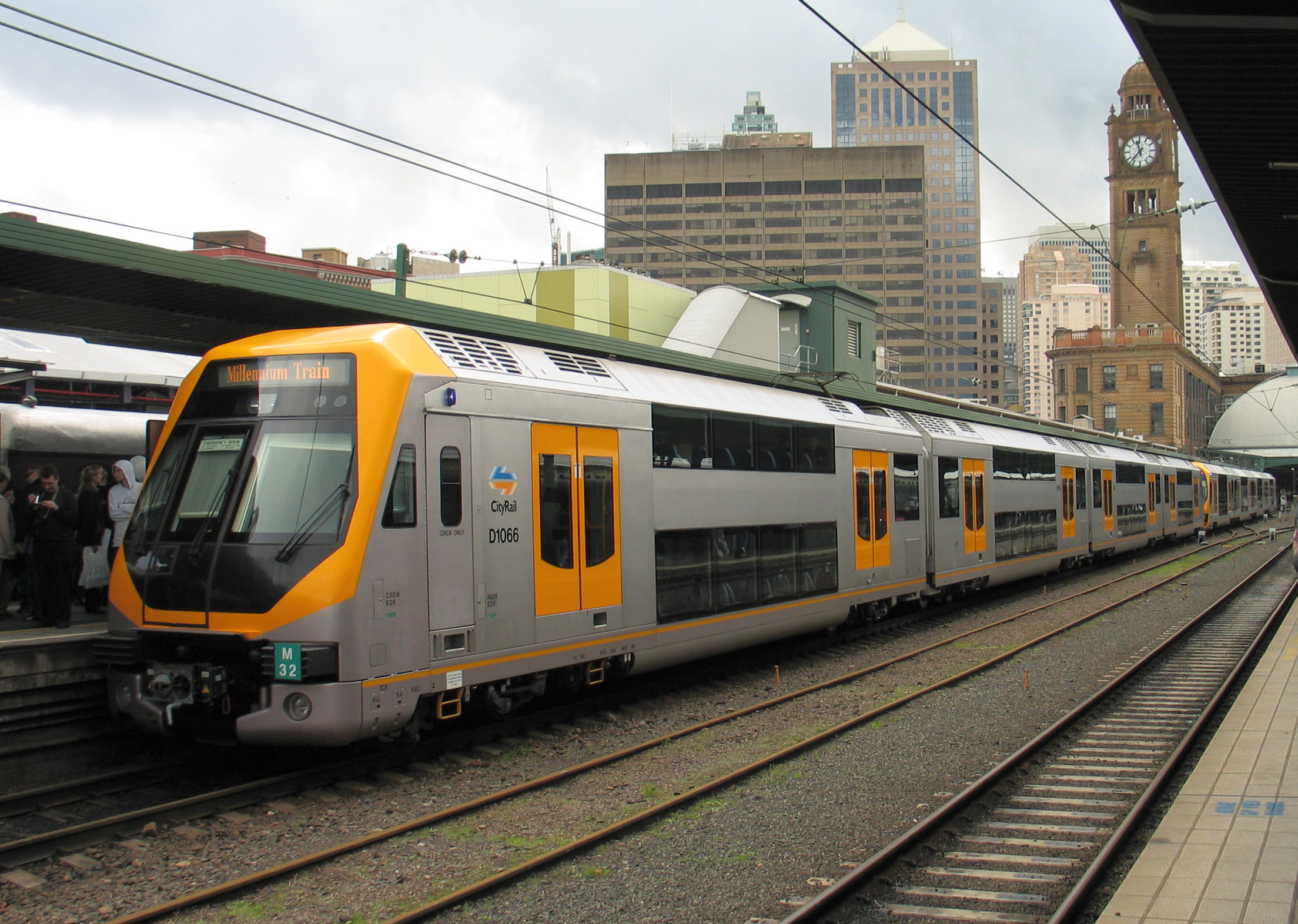
シティレールの列車

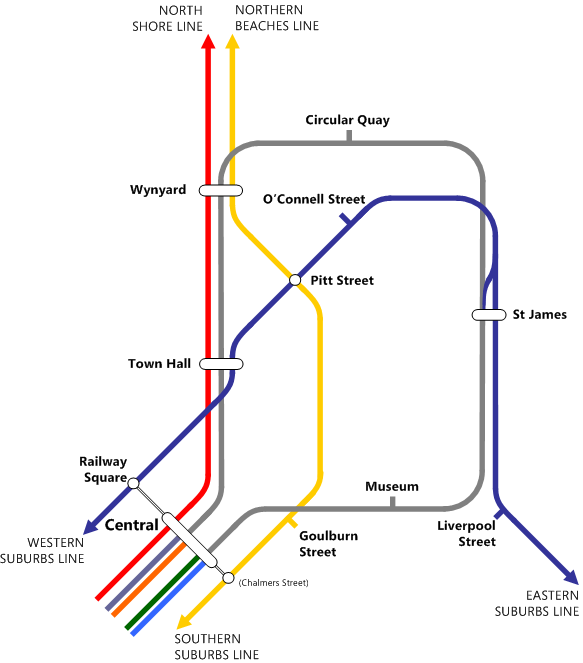
ジョン・ブラッドフィールドによるシドニー都心の鉄道路線網の当初の計画

シティレールの起源はニューサウスウェールズ植民地で最初の鉄道がシドニー - グランビル間で開業した1855年までさかのぼる。シドニーの郊外であるグランビルは当時は農業の中心地であった。この鉄道はニューサウスウェールズ州の鉄道の基礎となり、植民地政府が所有した。当初から旅客列車と貨物列車が運行された。鉄道路線網はシドニーとニューカッスルからニューサウスウェールズの内陸部に放射状に広がっていき、シドニーとニューカッスルの都市圏で旅客列車が高頻度運転されるとともに地方や州間でも小頻度の旅客列車が運転された。シドニー都市圏でも地方でもすべての便は蒸気機関車の動力を利用したが、1920年代に乗客が少ない主要でない支線ではガソリンカーも導入された。
今日のシティレールの路線網はある程度は、オーストラリアで著名な土木技師であるジョン・ブラッドフィールド (en:John Bradfield (engineer)) の先見の明の結果である。ブラッドフィールドは1920年代から1930年代にかけてシドニーの地下鉄道の設計と建設に没頭したが、それよりもハーバーブリッジの設計で有名である。

### 電化
ニューサウスウェールズ州では直流1500ボルトの架空電車線方式を使用している。現代の単相交流の設備より高価で劣るが、1920年代には主流であり電車の運行には十分であった。しかし1950年代に強力な電気機関車が導入され2002年にミレニアム・トレインが導入されると、この古い電化方式の欠点が露見した。電圧が比較的低いので、所定の電力を供給するためには大きな電流が必要であり、強力な架線と変電所設備（世界最大級）が必要となる。貨物列車から電気機関車が引退するまで、変電所が過負荷にならないように保証するためしばしば電力の余力を監視する必要があった。
電化は1926年にシドニー近郊で始まり、シドニーのセントラル駅と約20km南のオートリー駅との間で最初の電化された近郊列車が走った。同じ年にシドニーの都心でセントラル駅からセント・ジェームス駅までの初めての地下線が建設された。従来はセントラル駅で終点となっていた電車は北に延伸され、ゴールバーン・ストリートのトンネル入り口で地下にもぐり、地下駅のミュージアム駅に停車しセント・ジェームス駅で終点となった。他の路線もまもなく電化された。1932年に開通したハーバーブリッジの建設とともに、都心のタウン・ホール駅とウィンヤード駅を経由してセントラル駅とノース・ショア・ラインを接続する別の地下線が建設された。さらなる電化は第二次世界大戦により中断したが、1948年に広大な電化網が整備された。ハンター・バレーを交流25キロボルトで電化する計画は1990年代に断念された。貨物事業者がディーゼル牽引を好む中、都市圏外縁までの現在の電化区間のさらなる拡大は当分はありそうもない。

### 運営組織
1972年にニューサウスウェールズ州鉄道局とニューサウスウェールズ州州営交通局（バスと船を運行）が合併してニューサウスウェールズ州公共交通委員会が発足した。公共交通委員会は1980年に解体されステート・レール・オーソリティーとアーバン・トランジット・オーソリティーになった。シティーレールは1990年に交通行政法（1988年州法）に基づいてステート・レール・オーソリティーの部門として設立された。2004年の組織改正でステート・レール・オーソリティーが解体されレールコープが発足し、シティレールはレールコープの部門となった。

### 消滅
2013年7月1日、シティレールは消滅し、近郊路線をシドニー・トレインズ、都市間連絡路線をNSWトレインリンクが引き継いだ。